# Pet (flatulence)
Pour les articles homonymes, voir PET.
Dans le langage courant, un pet désigne une flatulence expulsée par l’anus. Le terme vient du latin peditum,  « pet, vent ».